# Juan Alberto Espil
Juan Alberto Espil Vanotti, né le 5 janvier 1968 à Bahía Blanca, en Argentine, est un ancien joueur argentin de basket-ball. Il évolue au poste d'arrière.

## Palmarès
- 3e du Tournoi des Amériques 1993
- Finaliste du Tournoi des Amériques 1995
- 3e du Tournoi des Amériques 1999